# Peter Huber (Diplomat)

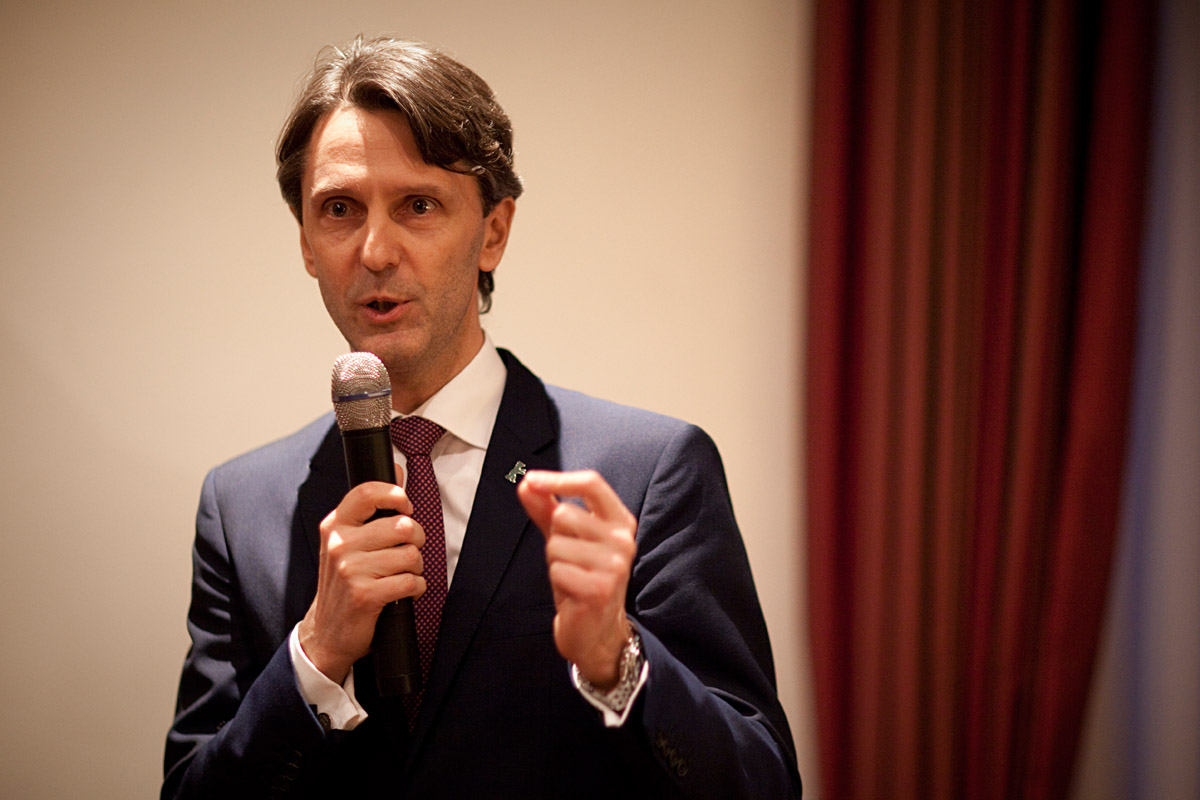
Peter Huber (2018)

Peter Huber (* 16. Oktober 1967 in Kitzbühel) ist ein österreichischer Diplomat. Von 2017 bis 2022 war er österreichischer Botschafter in Deutschland.

## Studium
Nach dem Besuch des Bundesgymnasiums St. Johann in Tirol studierte er von 1987 bis 1992 Rechtswissenschaft an der Universität Innsbruck.
Von 1992 bis 1994 war er Teilnehmer des 29. Diplomlehrgang an der Diplomatischen Akademie Wien.
Von 1994 bis 1995 wurde er Master of Laws der Georgetown University Law School.
1995 wurde er von der Universität Innsbruck zum Doktor der Rechte promoviert.

## Werdegang
Im Jänner 1996 trat in den auswärtigen Dienst und wurde bis September 1996 in der Rechts- und Konsularsektion beim Bürgerservice beschäftigt.
Von September 1996 bis März 1997 wurde er in der Abteilung Internationale Organisationen beschäftigt.
Von März 1997 bis Oktober 1997 war er der Ständigen Vertretung Österreichs nächst dem UNO-Hauptquartier zugeordnet.
Von Oktober 1997 bis August 1999 wurde er in der Abteilung Internationale Organisationen beschäftigt.
Von August 1999 bis August 2002 war er Botschaftsrat nächst dem UNO-Hauptquartier.
Von September 2002 bis März 2005 war er Botschaftsrat in Paris.
Von März 2005 bis Juli 2008 wurde er in der Abteilung Internationale Organisationen beschäftigt, derer stellvertretende Leitung er im November 2005 übernahm.
Von August 2008 bis April 2011 leitete er die Abteilung Internationale Organisationen.
Von April 2011 bis September 2012 war er Bürovorsteher des Büros von Staatssekretärs im Außenministerium Wolfgang Waldner.
Von September 2012 bis Dezember 2013 war er Bürovorsteher des Büros des Staatssekretärs im Außenministerium Reinhold Lopatka.
Von Jänner 2014 bis November 2017 war er Botschafter in Madrid und war in Andorra mitakkreditiert. Vom 15. Dezember 2017 bis zum 21. Juni 2022 war er österreichischer Botschafter in Berlin. In diesem Amt folgte ihm Michael Linhart nach.
Im September 2022 übernahm Botschafter Huber die Funktion des Generaldirektors für Entwicklungszusammenarbeit und humanitäre Hilfe im Bundesministerium für europäische und internationale Angelegenheiten Österreichs. Zuvor war er noch Sonderberater für die österreichische Kandidatur für den Sicherheitsrat im Bundesministerium für europäische und internationale Angelegenheiten.

## Lehrtätigkeit
- Seit 2007 doziert er an der Diplomatischen Akademie zu Fragen der Vereinten Nationen und multilateraler Diplomatie
- Von 2009 bis 2011 hatte er einen Lehrauftrag am Institut für Politikwissenschaft der Universität Wien zum Thema „Die Vereinten Nationen im 21. Jahrhundert“
- 2017 war er Lektor an der Päpstlichen Universität Comillas.[2]